# Amèrica russa
L'Amèrica russa era el nom de les possessions de Rússia a Amèrica entre 1733 i 1867, que avui és l'estat d'Alaska, Estats Units i els assentaments més al sud, a Califòrnia. La incorporació formal dels territoris no va tenir lloc fins a l'ucàs de 1799, que estableix el monopoli de la Companyia Russo-Americana i també atorgar els drets de l'Església Ortodoxa Russa a aquests territoris.

## Descobriment rus d'Alaska
És possible que en 1648 Semion Dejniov i Fedot Alekséiev, un comerciant rus, es convertissin en els primers a navegar per l'oceà Glacial Àrtic des de l'oceà Pacífic, travessant prèviament el després denominat estret de Bering. El seu descobriment mai va ser avisat al govern central rus, deixant com a interrogant si Sibèria va estar relacionada amb Amèrica del Nord en aquestes dates. En 1725, Pere I de Rússia va enviar una altra expedició.
Com una part de la segona expedició 1733-1743 des de Kamtxatka, la Sveti Piotr (Sant Pere), capitanejada pel danès Vitus Bering, i la Sveti Pável (Sant Pau), capitanejada pel rus Aleksei Txírikov, van navegar des de Rússia en el port de Petropavlovsk al juny de 1741. Van ser separats aviat, però cadascun va seguir navegant cap a l'Est, és a dir cap a Amèrica.
El 15 de juliol, Txírikov va veure terra, probablement el costat occidental de l'illa Príncep de Gal·les, al sud-est d'Alaska, i va enviar un grup d'homes a terra en una xalupa, sent així els primers europeus a arribar a la costa nord-oest d'Amèrica del Nord.
Aproximadament el 16 de juliol, Bering i la tripulació del Sveti Piotr van albirar la muntanya Saint Elias en el sector continental d'Alaska; després viraren a l'oest retornant a la Rússia eurasiàtica poc temps després. Mentrestant, Txírikov i el Sant Pau es van dirigir de tornada a Rússia a l'octubre amb notícies de la terra que ells havien trobat.
Al novembre, no obstant això, el vaixell de Bering va ser arruïnat a l'illa de Bering. Allí, Bering va caure malalt i va morir, i el vaixell va ser trencat a trossos per forts vents. L'equip encallat va hivernar l'illa, els supervivents van construir un vaixell amb les restes i van posar la vela de retorn a Rússia l'agost de 1742. L'equip de Bering va aconseguir arribar a Kamtxatka en 1742, portant la notícia de l'expedició. Les pells de llúdria marina que van portar aviat van ser considerades com la pell més fina del món; això va provocar l'establiment rus a Alaska.

## Establiment rus

### De 1740 a 1800

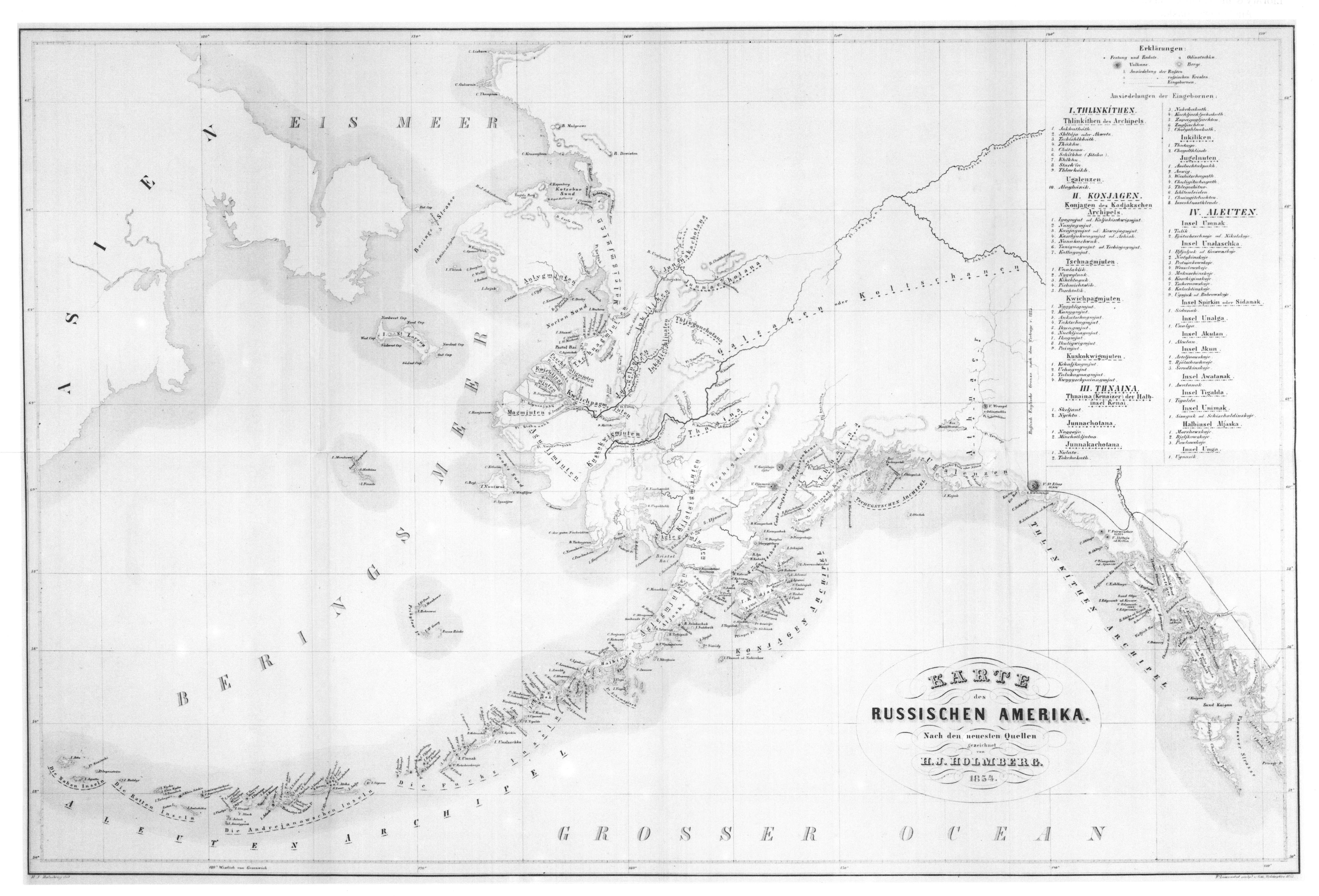
Assentaments a l'Amèrica russa vers 1854.

Posteriorment, les petites associacions de comerciants de pell van començar a anar amb vaixell de les ribes de Sibèria cap a les illes Aleutianes. Quan les expedicions des de Sibèria a Amèrica es van fer més continuades (durant dues a quatre anys o més), els expedicionaris es van establir en llocs de cacera i de comerç. Abans de finals dels anys 1790, aquests s'havien fet establiments permanents. Aproximadament la meitat dels comerciants de pell eren russos de diverses parts europees de l'Imperi Rus o de Sibèria. Els altres eren indígenes de Sibèria o siberians amb orígens indígenes, europeus i asiàtics variats.
Més que caçar, la seva vida va ser marinera, ja que els russos van obligar els aleutians a caçar per a ells. Amb l'extensió de les notícies de la riquesa en pells que podien ser obtingudes a Alaska va augmentar la competència entre companyies russes i els aleutians van ser forçats a l'esclavitud. Caterina la Gran, que es va fer emperadriu en 1763, va proclamar la bona voluntat cap als aleutians i va impulsar als seus súbdits russos a tractar-los justament. En algunes illes i parts de la península d'Alaska, els grups de comerciants havien estat capaços d'una coexistència relativament pacífica amb els habitants locals. Altres grups no podien manejar les relacions tibants i van perpetrar exaccions. Van ser presos ostatges, dividides les famílies, i els individus van ser obligats a deixar els seus pobles i traslladats una altra part. La competència creixent entre les companyies de comerç va reduir el seu nombre, quedant concentrades en corporacions més grans i més poderoses, la qual cosa va agreujar la situació conflictiva de les relacions amb les poblacions indígenes. Durant anys, la situació es va fer catastròfica.
uan les poblacions d'animals van disminuir, els aleutians, ja també dependents de la nova economia de barata creada pel comerç rus de pell, van ser obligats cada vegada a majors riscos en les molt perilloses aigües de l'oceà Pacífic del Nord per caçar més llúdries.
Quan la poderosa companyia Xélikhov-Gólikov es va establir com un monopoli, les escaramusses i incidents violents es van convertir en violència sistemàtica com un instrument de l'explotació colonial del poble indígena. Quan els aleutians es van rebel·lar i van obtenir algunes victòries, els russos van respondre matant-ne molts i destruint els seus vaixells i equip de caça, deixant-los sense mitjans de supervivència. El vuitanta per cent de la població aleutiana va ser destruïda per aquesta violència i per les malalties europees contra les quals no tenien defensa, la qual cosa va ocórrer durant les dues primeres generacions de contacte rus.
Encara que la colònia mai fos molt profitosa, a causa de les despeses de transport, la major part dels comerciants russos estaven determinats a mantenir la terra per a ells. En 1784, Grigori Xélikhov, que establiria més tard la companyia Alaska Russa que va colonitzar Alaska, va arribar a la badia Three Saints, en l'illa Kodiak, amb dos vaixells, els Tres Sants i el Sant Simó. Els koniag indígenes van assetjar als russos i Xélikhov va respondre matant-ne centenars i prenent ostatges per fer obeir a la resta. Havent establert les seves autoritats a l'illa Kodiak, Xélikhov va fundar el primer establiment rus permanent a Alaska, a la badia Three Saints.

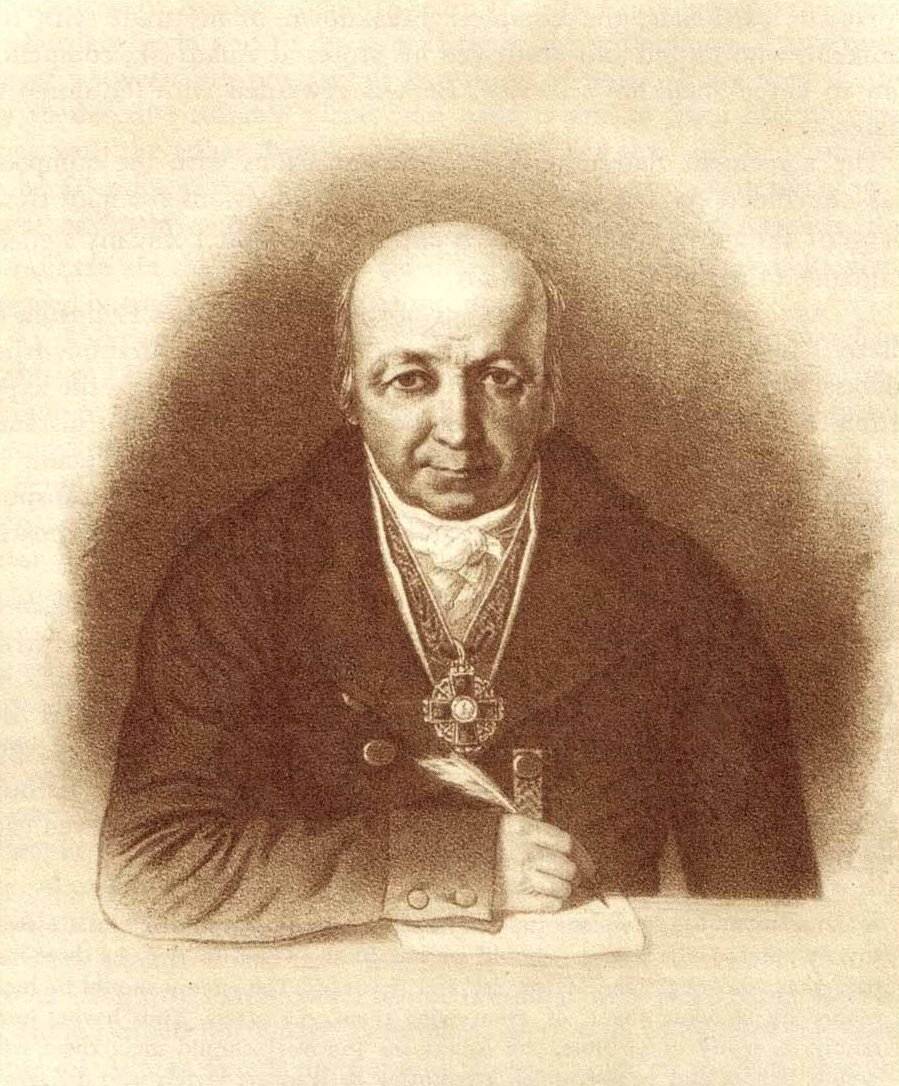
Aleksandr Baranov, primer governador de l'Amèrica russa.

En 1790, de tornada a Rússia, Xélikhov va contractar Aleksandr Baranov per dirigir la seva empresa de pell a Alaska. Baranov va traslladar la colònia a l'extrem nord-est de l'illa Kodiak, on hi havia fusta disponible. El lloc més tard va esdevenir l'actual ciutat de Kodiak. Els membres russos de la colònia van prendre a dones koniag i van crear famílies els noms de les quals segueixen avui, com Panamaroff, Petrikoff, i Kvasnikoff. En 1795 Baranov, preocupat per la visita d'europeus no russos que comerciaven amb els naturals en el sud-est d'Alaska, va establir Mikhailovsk 10 quilòmetres al nord de l'actual Sitka. Va comprar la terra dels tlingits, però en 1802, mentre Baránov estava lluny, tlingits d'un establiment veí van atacar i van destruir Mikhailovsk. Baranov va tornar amb un vaixell de guerra rus i va arrasar el poble tlingit. Va construir llavors l'establiment del Novo Arkhangelsk. Aquest es va transformar a la capital de l'Amèrica Russa i avui és la ciutat de Sitka, que cobreix el que era abans l'àrea de Mikhailovsk.
Quan Baranov va assegurar la presència física dels russos a Alaska, la família Xélikhov va seguir treballant a Rússia per obtenir el monopoli del comerç de pell d'Alaska. En 1799, el gendre de Xélikhov, Nikolai Rezànov, havia adquirit el monopoli del comerç nord-americà de pell del tsar Pau I. Rezànov llavors va formar la Companyia Russo-Americana. Com a part del tracte, el tsar va esperar que la companyia establís nous establiments a Alaska i realitzés un ampli programa de colonització.

### 1800 a 1867

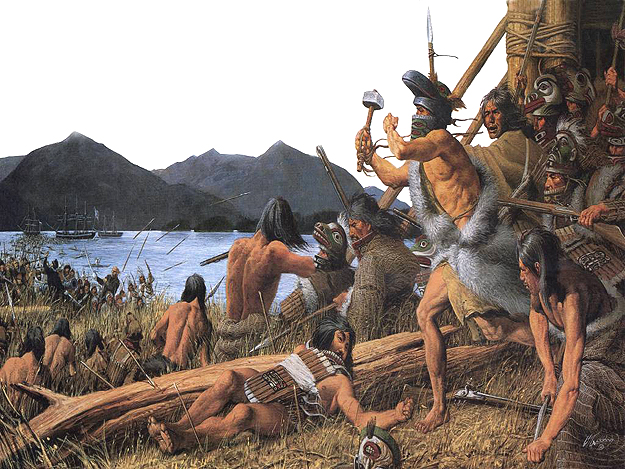
Batalla de Sitka en 1804.

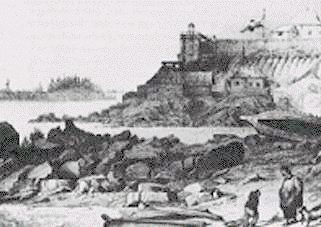
Fort de Novoarkhanguelsk (avui Old Sitka).

Cap a 1804 Aleksandr Baranov, ara gerent de la Companyia Russo-Americana, havia consolidat l'espera de la companyia activitats de comerç de pell a Amèrica, després de la seva victòria sobre el clan tlingit en la batalla de Sitka. Malgrat aquests esforços, els russos mai van colonitzar Alaska totalment. En la seva major part, es van assentar en la costa i van rebutjar l'interior. Abans dels anys 1830, el monopoli rus en el comerç s'afeblia. La Companyia de la Badia de Hudson va establir un lloc en la vora del sud de l'Amèrica Russa en 1833. Aquesta signatura anglesa va començar a comerciar amb profit.
Els nord-americans també es feien poderosos a la zona. Baranov va començar a dependre onerosament de vaixells de subministrament nord-americans, que des de mitjan segle xix van arribar amb més freqüència que els russos. A més, els nord-americans podrien vendre pells al mercat de Canton, que va estar tancat als russos. El desavantatge era que els caçadors i trampers nord-americans van usurpar territoris que els russos consideraven com a seus. En 1812 un establiment va ser edificat cap als 55° Nord donant als russos drets exclusius al comerç de pell al Nord d'aquest paral·lel, i als nord-americans al Sud d'aquest. L'acord rus-nord-americà aviat va ser aconseguit, no obstant això, amb la retirat de Baranov en 1818, la presència russa d'Alaska es va veure posteriorment afeblida.
Quan la carta de la Companyia Russo-americana va ser renovada en 1821 es va estipular que els gerents principals a partir de llavors serien oficials navals. La majoria dels oficials navals no tenien cap experiència en el comerç de pell, per la qual cosa la companyia va sofrir. La segona carta també va tractar de tallar tot contacte amb estrangers, sobretot amb els competitius nord-americans, però aquesta estratègia els va ser contrària, ja que la colònia russa s'havia acostumat a confiar en vaixells de subministrament nord-americans, i els Estats Units s'havien fet un client important per a les seves pells. Finalment, la Companyia Russa-americana va signar un acord amb la Companyia de la Badia de Hudson, que els va donar els drets britànics de navegar per territori rus.
Encara que el període de mitjan segle no va ser un bo per als russos a Alaska, les condicions van millorar per als naturals costaners d'Alaska que havien sobreviscut al contacte, principalment els aleutians, koniags, i tlingits. Els tlingits mai van ser conquistats i van seguir emprenent la guerra contra els russos en els 50 del segle. Els aleutians, a molts dels quals se'ls havia llevat les seves illes de residència, generalment foren enviats a destinacions llunyanes com Califòrnia per caçar la llúdria de mar per als russos, d'aquesta manera va seguir disminuint la seva població durant la dècada dels anys 40. Els oficials navals de la Companyia Rus-americana van establir escoles i hospitals pels aleutians i els van donar ocupacions. El clergat ortodox rus es va moure a les Aleutianes. La població aleutiana va començar a augmentar.

## Activitat missionera

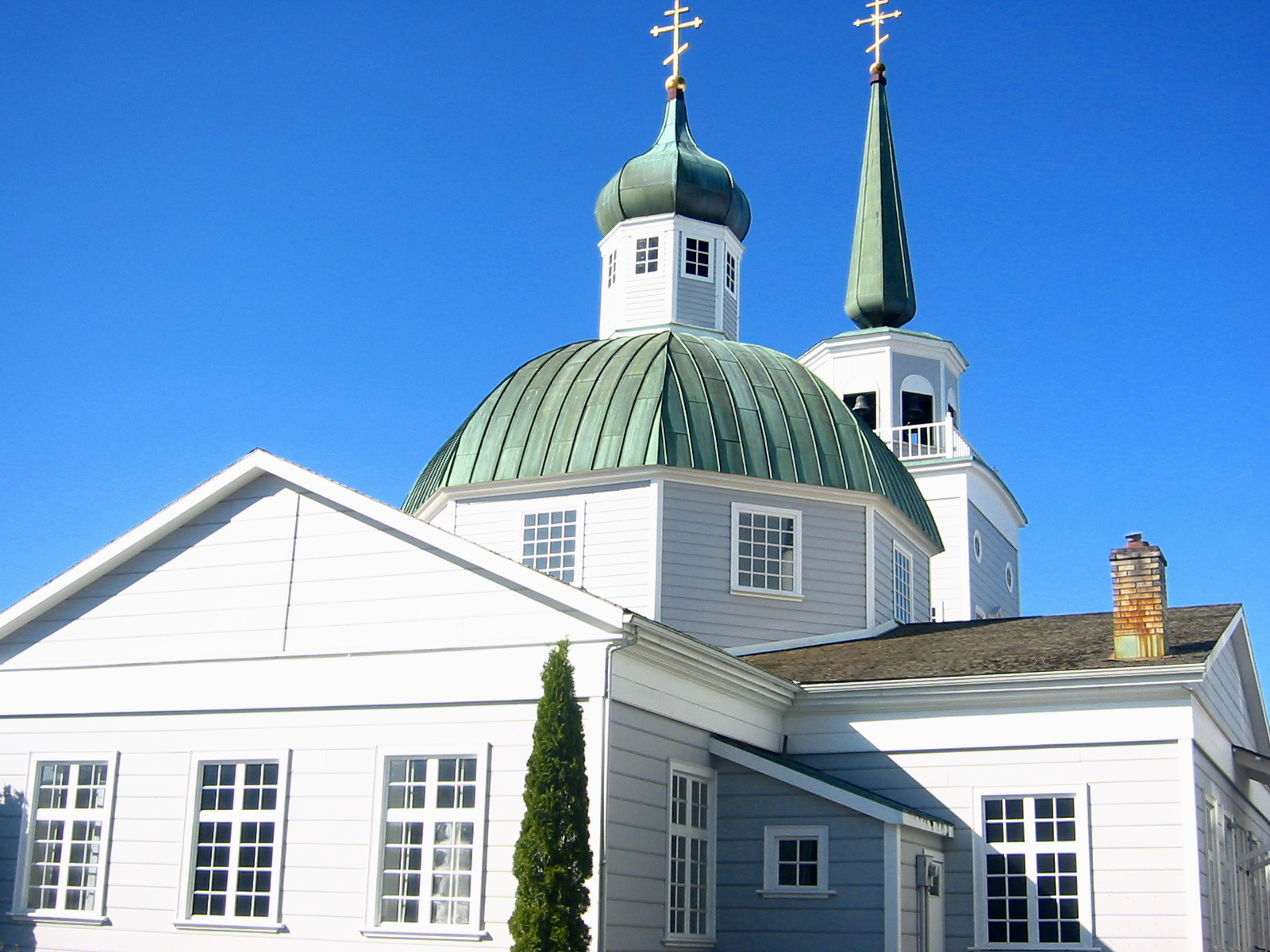
Església ortodoxa russa.

En la badia Tres Santos, Xélikhov va construir una escola per ensenyar als naturals a llegir i escriure en rus, i va presentar als primers missioners residents i clergues que van estendre la religió ortodoxa russa. Aquesta religió (amb els seus rituals i texts sagrats, traduïts a l'aleutià en una etapa molt primerenca) havia estat informalment introduïda, des dels anys 1740, pels comerciants de pell que van fundar famílies locals o simbòlicament van adoptar companys de comerç aleutians com a fillols per guanyar la seva lleialtat per aquesta obligació personal especial. Els missioners aviat es van oposar a l'explotació de les poblacions indígenes i els seus informes romanen una de les nostres fonts principals en la violència exercida per establir la regla colonial en aquest període.
Inspirat per la mateixa teologia pastoral que Bartolomé de las Casas o Sant Francesc Xavier, els orígens de la qual venen de la necessitat del cristianisme primerenc d'adaptar-se a les cultures d'Antiguitat, missioners a Amèrica russa van aplicar una estratègia que va col·locar el valor en cultures locals i va animar el comandament indígena en vida de parròquia i activitat missionera. Aquesta política cultural va ser al principi volguda per guanyar la lleialtat de les poblacions indígenes establint les autoritats de l'Església i Estat com a protectors de més de 10.000 habitants de l'Amèrica russa (on el nombre de pobladors russos ètnics sempre era menys que el registre 812, gairebé tots concentrats a Sitka i Kodiak).
Un efecte secundari de l'estratègia missionera havia de generar una forma nova i autònoma de la identitat indígena, permetent a moltes tradicions natals sobreviure en la tradició ortodoxa "russa" local i en la vida religiosa dels pobles. La part d'aquesta identitat indígena moderna és un alfabet i la base per a una literatura escrita en gairebé cadascun dels grups ètnics lingüístics en la meitat del sud d'Alaska. El pare Ivan Veniamínov, famós a tot arreu de l'Amèrica russa, també va desenvolupar un diccionari i gramàtica en idioma aleutià.
El rastre més visible del període colonial rus a Alaska contemporània és la presència de gairebé noranta parròquies ortodoxes russes amb més de 20.000 homes, dones, i nens, gairebé exclusivament indígenes, fins i tot diversos grups atabasc de l'interior, comunitats yup'ik molt grans, i la quasi totalitat de les poblacions aleut i koniag. Entre les poques parròquies ortodoxes tlingit, el grup més gran a Juneau va adoptar el cristianisme ortodox només després del període colonial rus, en una àrea on no va haver-hi cap poblador, ni missioners russos. El que probablement explica tal grau d'una tradició ortodoxa russa local i la seva persistència és la fusió de cultures locals i creences i rituals cristians.

## Venda d'Alaska als Estats Units

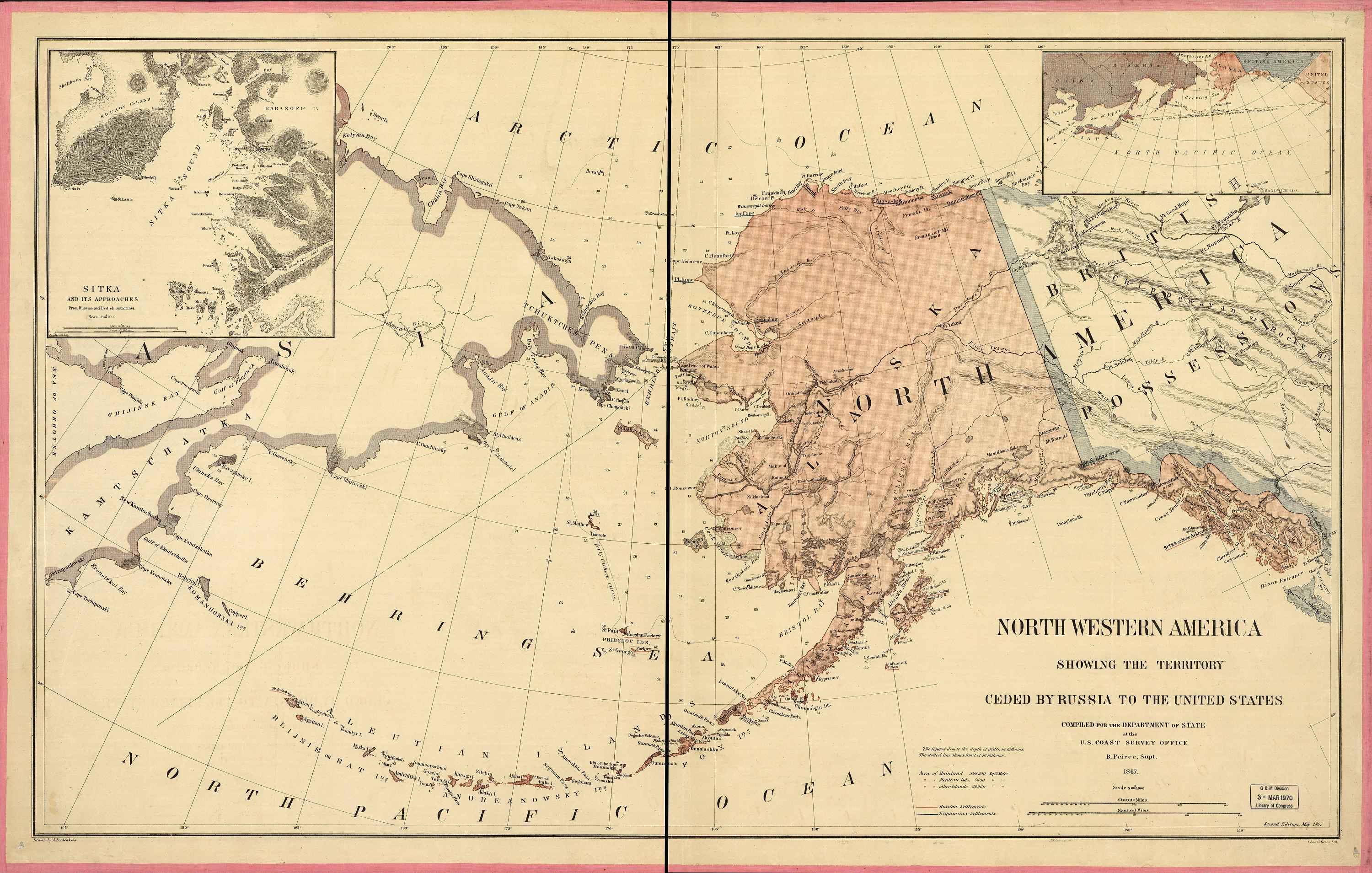
Amèrica russa en 1867.

Abans de 1860, el govern rus pensava abandonar la seva colònia de l'Amèrica russa. La sobreexplotació de la caça havia reduït severament la població animal que donava pells, i la competència dels britànics i americans va exacerbar la situació. Això, combinat amb les dificultats de tot ordre per subministrar i protegir una colònia tan distant, va minvar l'interès rus per sostenir-se a Alaska. Després que l'Amèrica russa fos venuda als Estats Units en 1867, totes les possessions de la Companyia Russo-americana van ser liquidades.
Després de la transferència, molts ancians tlingit van mantenir que el Castle Hill de Sitka (Noow Tlein) comprenia l'única terra que Rússia va tenir dret a vendre. Les reclamacions de terra dels nadius no van ser escoltades fins a la meitat última del segle xx, amb la signatura del "Acta d'Establiment de Reclamacions dels Nadius d'Alaska".
En l'Amèrica Russa, la població de nacionalitat russa havia arribat a les 700 persones. Els van donar a ells i als criolls, a més de la garantia de ser ciutadans als Estats Units, l'oportunitat d'obtenir-la dins d'un període de tres anys, però pocs van decidir exercir aquesta opció. El general Jefferson C. Davis va exigir als russos abandonar les seves llars a Sitka, sostenint que les necessitava per als nord-americans, al mateix temps que els russos es van queixar de l'enrenou de les tropes nord-americanes i dels assalts. Molts russos van tornar a Rússia, mentre que altres van viatjar a Califòrnia i al Pacífic nord-oest per buscar fortuna.